# Ngọc Sơn, Thượng Nhiêu

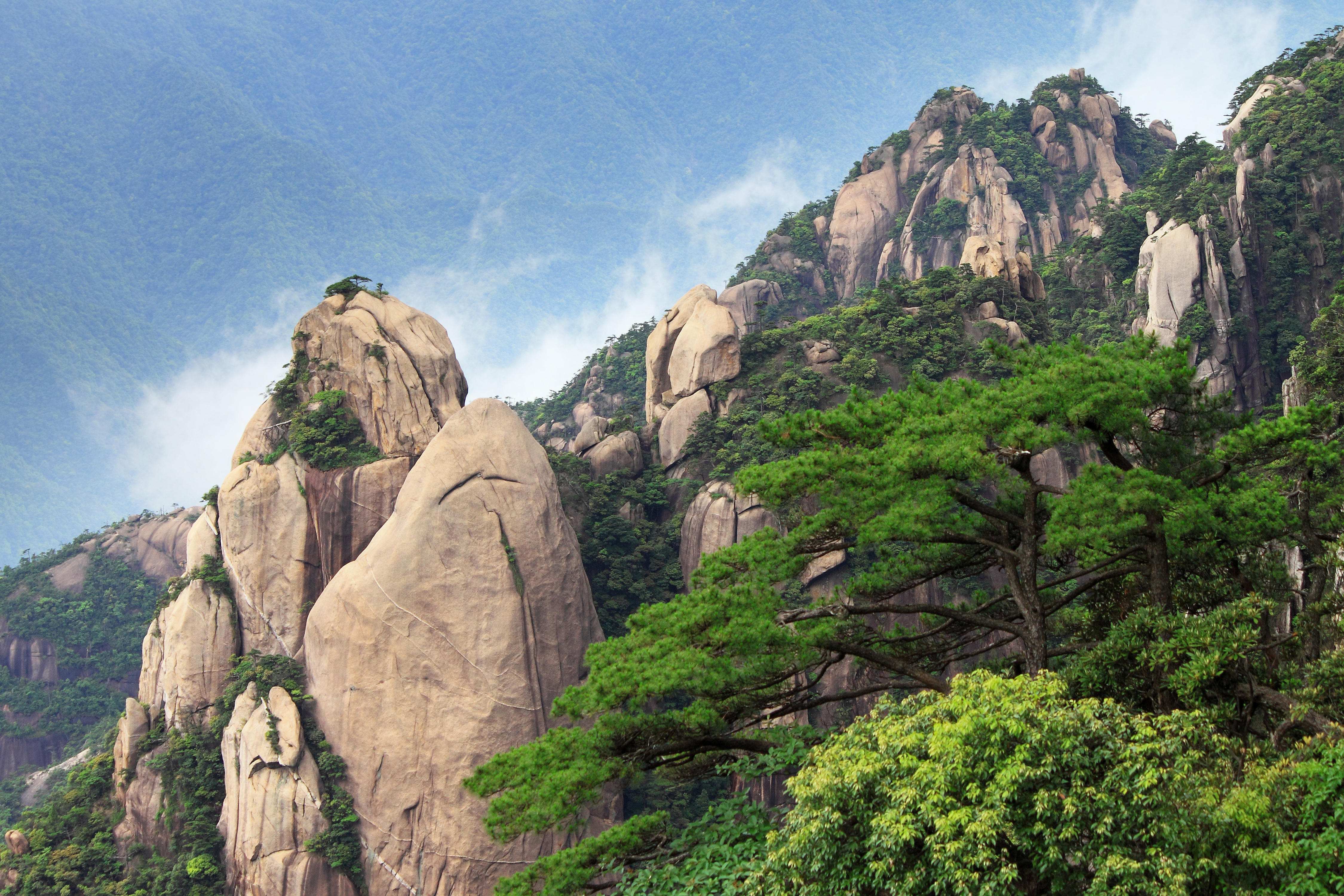
Ngọc Sơn

Ngọc Sơn (chữ Hán giản thể: 玉山县, âm Hán Việt: Ngọc Sơn huyện) là một huyện thuộc địa cấp thị Thượng Nhiêu, tỉnh Giang Tây, Cộng hòa Nhân dân Trung Hoa. Huyện này có diện tích 1728 ki-lô-mét vuông, dân số 550.000 người. Mã số bưu chính của huyện Ngọc Sơn là 334700, mã vùng điện thoại là 0793. Chính quyền huyện đóng ở trấn Thủy Khê. 

## Hành chính
Huyện Ngọc Sơn được chia ra làm 18 đơn vị hành chính cấp hương, gồm 2 nhai đạo, 10 trấn và 6 hương
- Nhai đạo: Băng Khê (冰溪街道), Văn Thành (文成街道)
- Trấn: Lâm Hồ (临湖镇), Tất Mỗ (必姆镇), Hoành Nhai (横街镇), Hạ Trấn (下镇镇), Nham Thụy (岩瑞镇), Song Minh (双明镇), Tử Hồ (紫湖镇), Tiên Nham (仙岩镇), Chương Thôn (樟村镇), Phong Lâm (枫林镇)
- Hương: Nam Sơn (南山乡), Hoài Ngọc (怀玉乡), Hạ Đường (下塘乡), Tứ Cổ Kiều (四股桥乡), Lục Đô (六都乡), Tam Thanh (三清乡)

## Địa lý

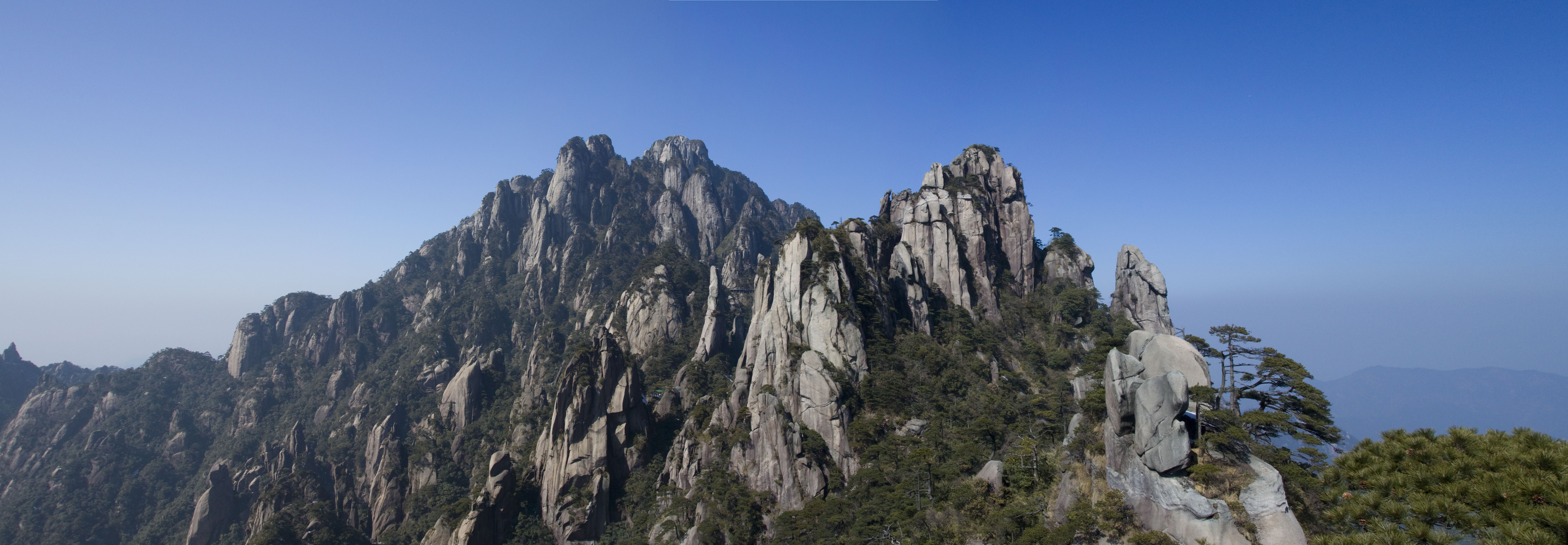
Phong cảnh Ngọc Sơn

Phong cảnh Ngọc Sơn.